# Bakana Tori
Bakana Tori (vertaald: middaggesprek) is een Surinaams radioprogramma. Het werd in 2000 gestart door Clifton Limburg die het ook presenteert. Tot 2005 werd het uitgezonden door Radio Kankantri, daarna tot 2010 door Sky Radio en sindsdien door SRS. In de eerste tien jaar stond het programma bekend als fel en kritisch. Er werden journalistieke principes als hoor en wederhoor toegepast. Sinds Limburg sinds 2010 naast presentator ook de woordvoerder van president Desi Bouterse is, is het programma omstreden en wordt het als een propaganda-uitzending gezien.

## Geschiedenis en invulling

### Radio Kankantri
Limburg was woordvoerder voor de NDP-regering onder leiding van Jules Wijdenbosch, die in 2000 ten val kwam. Met het aantreden van het kabinet-Venetiaan was er geen plaats meer voor Limburg als woordvoerder, waarop hij besloot het actualiteitenprogramma Bakana Tori te starten. De eerste reeks werd uitgezonden bij Radio Kankantri, een radiostation dat aan de NDP gelieerd is.
De uitzendingen zijn in het Sranantongo, wat een taal is die door veel Surinamers beter begrepen wordt dan het Nederlands. Hierdoor is het programma ook toegankelijk voor lager opgeleide luisteraars.

### Sky Radio
Vijf jaar later stapte hij over naar Sky Radio, het latere Pipel FM, en nam hij ook zijn programma Bakana Tori mee. Deze zender moet niet verward worden met het Nederlandse Sky Radio. Tot 2010 stond het bekend als een relatief kritisch radioprogramma, waarin politici van verschillende partijen aan het woord werden gelaten. In die tijd kreeg Limburg input tijdens redactievergaderingen en kreeg hij daarna de vrijheid om het programma verder naar eigen inzicht in te vullen. Er werd op hoor en wederhoor gewezen en er werden andere tips en aanwijzingen gegeven. In de kleur en de richting van het programma was hij vrij.
Volgens Cedric van Samson (eerst NDP, sinds 2019 VHP), die vaak als gast aan tafel meesprak, zou het in die tijd niet het doel zijn geweest om er een NDP-programma van te maken. Ook werden politici in het programma naar zijn mening niet beledigd of belachelijk gemaakt.
Faiq Lall Mohamed, onderdirecteur van Pipel FM, herinnerde zich wel het gebruik van technieken door Limburg waardoor een bespreking van president Venetiaan leek op een aanval. De toon was soms fel en de hekel van Limburg aan Venetiaan was duidelijk te merken. Zijn bijtende radiokritiek wordt wel gezien als een bijdrage aan de nederlaag van Nieuw Front tijdens de verkiezingen van 2010.

### SRS
Toen de NDP na de verkiezingen van 2010 in de regering kwam, werd Limburg ernaast woordvoerder van president Bouterse. Bakana Tori ging van Sky Radio naar de staatszender SRS. Daarnaast kwamen er later tv-uitzendingen via Ramasha TV bij. Door de wisseling van de redactie en de dubbelrol voor Limburg is het radioprogramma sindsdien omstreden. Na een kritisch lied over het regeringsbeleid met zijn rapformatie Ragga Djong, werd voormalig tafelgast Cedric van Samson door Limburg in het programma in de dagen erna neergezet als nestbevuiler en verrader.
Politici uit de oppositie reageren behoedzaam op Limburg. Uit vrees zelf onderwerp te worden in het programma, weigeren prominente Surinamers hun mening aan de media te geven. DNA-lid Mahinder Jogi (VHP) reageerde in 2012: "Ach, hij voert een opdracht uit." Volgens verschillende politieke partijen zou het sinds 2010 om "de puurste vorm van staatspropaganda" gaan. Winston Jessurun (DA'91), vaak het doelwit van Limburg, probeerde in zijn DNA-periode het programma vanwege zijn bloeddruk bewust te mijden. "Het is ongehoord dat de woordvoerder van de president gebruik maakt van de staatsmedia om op staatskosten andersdenkenden te bekladden," aldus Jessurun.